# Rusko
Раско (англ. Rusko, справжнє ім'я Christopher William Mercer — Кристофер Вільям Мерсер, народ. 26 січня 1985) — англійський дабстеп-музикант, діджей та продюсер.

## Історія
Крістофер закінчив Музичний Коледж в Лідсі. Дабстепом музикант зацікавився після заходу «Sub Dub», яке відбулося в його місті. Зацікавлений цим, Rusko переїздить у Лондон, для співпраці з музичним лейблом «Sub Soldiers» та музикантом Caspa.
Дебютною дабстеп-доріжкою Rusko був «SNES Dub», який вийшов у 2006 році. У 2007 видав «Babylon, Vol. 1» при участі «Sub Soldiers», «Fabriclive 37», та «Caspa».
Першим найбільш популярним та успішним хітом Rusko став трек «Cockney Thug», мікси якого робили багато успішних діджеїв.

## Дискографія
Міні-альбоми
| Рік  | Про альбом |
| ---- | --- |
| 2012 | Cypress X Rusko (спільно з Cypress Hill) - Дата виходу: 12 серпня 2012 - Лейбл: V2 Records, Cooperative Music |
| 2012 | Kapow - Дата виходу: 5 листопада 2012 - Лейбл: самостійний вихід                                              |
| 2013 | Lift Me Up - Дата виходу: 2 липня 2013 - Лейбл: OWSLA                                                         |

Студійні альбоми
| Рік  | Про альбом                                                                                  |
| ---- | ------------------------------------------------------------------------------------------- |
| 2007 | FabricLive.37 (спільно з Caspa) - Дата випуску: листопада 2007 - Лейбл: Fabric              |
| 2010 | O.M.G.! - Дата виходу: 4 травня 2010 - Лейбл: Mad Decent, Downtown Music                    |
| 2012 | Songs - Дата виходу: 26 березня 2012 - Лейбл: Mad Decent, Downtown Music, Cooperative Music |